# Comarques gironines

Aufteilung Kataloniens in sieben Regionen nach dem Regionalplan von 1995:
Àmbit metropolità
Alt Pirineu i Aran
Camp de Tarragona
Comarques Centrals
Comarques Gironines
Ponent
Terres de l'Ebre

Die Comarques gironines („Comarcas von Girona“) sind eines von sieben Territorien (àmbits funcionals territorials) der Autonomen Gemeinschaft Katalonien, die 1995 mit dem Regionalplan (Pla territorial general de Catalunya) durch Gesetz beschlossen wurden.
Die Comarques gironines haben eine Fläche von 5558 km² und 573.123 Einwohner (2009). Das Territorium liegt im äußersten Osten Kataloniens an der Grenze zu Frankreich.

## Comarcas
Stand: 2009
| Comarca         | Einwohner | Fläche (km²) |
| --------------- | --------- | ------------ |
| Alt Empordà     | 103.597   | 1.339        |
| Baix Empordà    | 106.050   | 695          |
| Garrotxa        | 47.818    | 738          |
| Gironès         | 139.835   | 575          |
| Pla de l’Estany | 29.645    | 263          |
| Selva           | 120.065   | 991          |
| Ripollès        | 26.113    | 957          |

## Àmbits funcionals territorials (AFT)
- Alt Pirineu i Aran
- Àmbit Metropolità de Barcelona
- Ponent
- Camp de Tarragona
- Comarques Centrals
- Terres de l’Ebre